# Jerbu de Williams
El jerbu de Williams (Scarturus williamsi) és una espècie de rosegador de la família dels dipòdids. Viu a l'Afganistan, Armènia, l'Azerbaidjan, l'Iran i Turquia. El seu hàbitat natural són les estepes amb poca vegetació, on viu a altituds d'entre 360 i 3.200 msnm. Les poblacions turques estan amenaçades per la transformació del seu entorn en camps de conreu.
Aquest tàxon fou anomenat en honor de W. H. Williams, cònsol britànic a Van (Kurdistan).